# Leucanopsis soldina
Leucanopsis soldina là một loài bướm đêm thuộc phân họ Arctiinae, họ Erebidae.